# 圆叶楤木
圆叶楤木（学名：Aralia caesia）为五加科楤木属的植物，是中国的特有植物。分布于中国大陆的云南、四川等地，生长于海拔2,400米至3,000米的地区，常生于森林中，目前尚未由人工引种栽培。

## 异名
- Aralia caesia Hand.-Mazz. var. pubescens K. M. Feng et D. D. Tao